# Nigel Moore
Nigel Moore (ur. 4 stycznia 1992 roku w Tockwith) – brytyjski kierowca wyścigowy.

## Kariera
Moore rozpoczął karierę w międzynarodowych wyścigach samochodowych w 2007 roku od startów w Ginetta Junior Great Britain, gdzie jednak nie zdobywał punktów. W tym samym roku został mistrzem serii Ginetta GT Junior Championship. W późniejszych latach Brytyjczyk pojawiał się także w stawce British GT Championship, Ginetta G50 Cup Great Britain, 24-godzinnego wyścigu Le Mans, GT4 European Cup, Formuły Palmer Audi, 4two Cup oraz Speed EuroSeries.

## Wyniki w 24h Le Mans
| Rok  | Zespół   | Partnerzy                       | Samochód            | Klasa | Okr. | Poz. | Klasa Pos. |
| ---- | -------- | ------------------------------- | ------------------- | ----- | ---- | ---- | ---------- |
| 2009 | Team LNT | Lawrence Tomlinson Richard Dean | Ginetta-Zytek GZ09S | LMP1  | 178  | NU   | NU         |